# Torkel Knutssonsgatan
| Torkel Knutssonsgatan mot norr, vy från Lundabron, 1968 och 2008. |  | Torkel Knutssonsgatan mot norr, vy från Lundabron, 1968 och 2008. |
| Torkel Knutssonsgatan mot norr, vy från Lundabron, 1968 och 2008. |  |                                                                   |

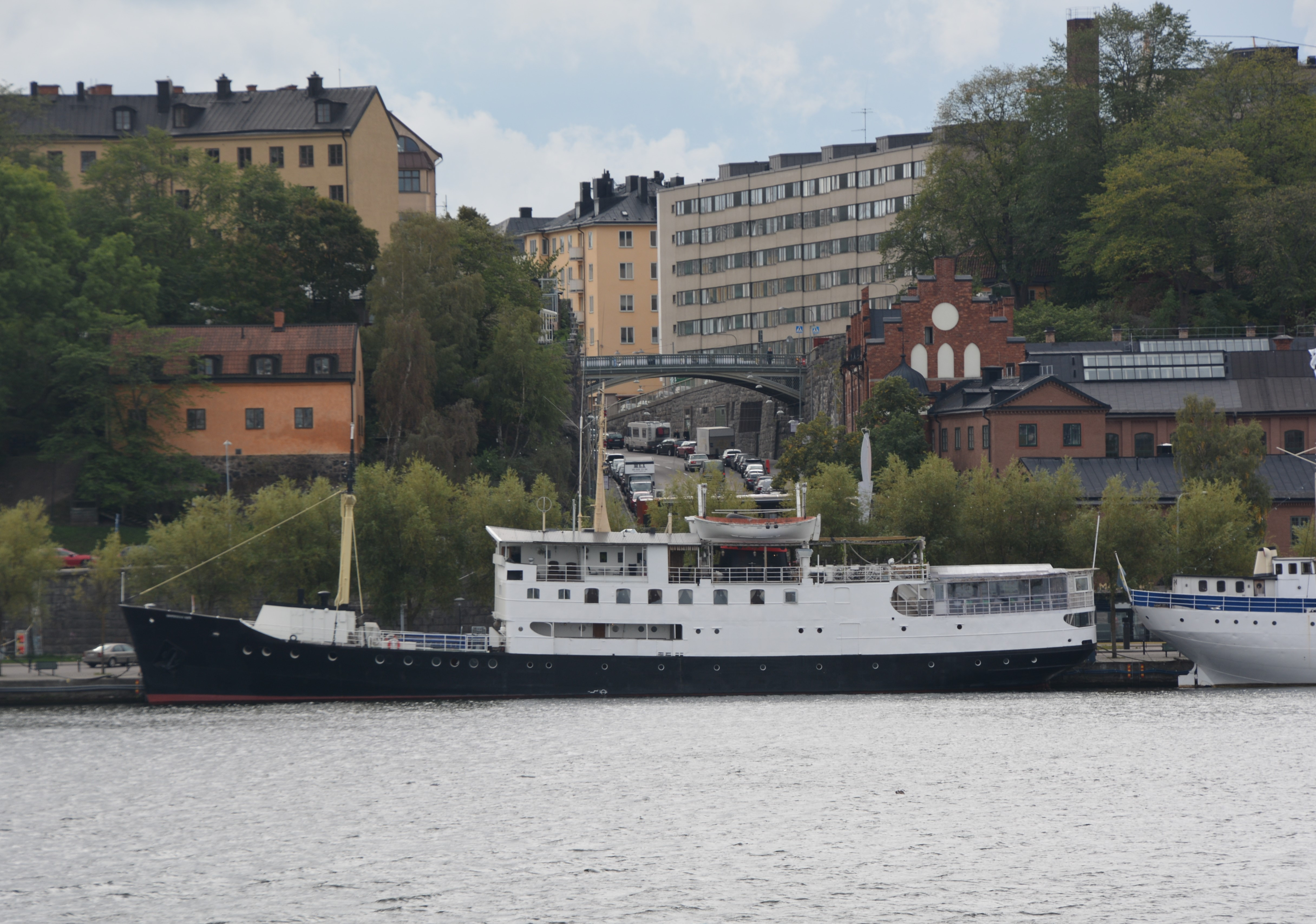
Hotellfartyget M/S Kronprinsesse Martha vid kaj på Söder Mälarstrand, i linje med Torkel Knutssonsgatans backe

Torkel Knutssonsgatan är en gata på Södermalm i Stockholm.  Den löper i nord-sydriktning från Söder Mälarstrand i norr till Wollmar Yxkullsgatan i syd. Gatan är ca. 700 meter lång och korsar Hornsgatan på halva sträckan.

## Historik

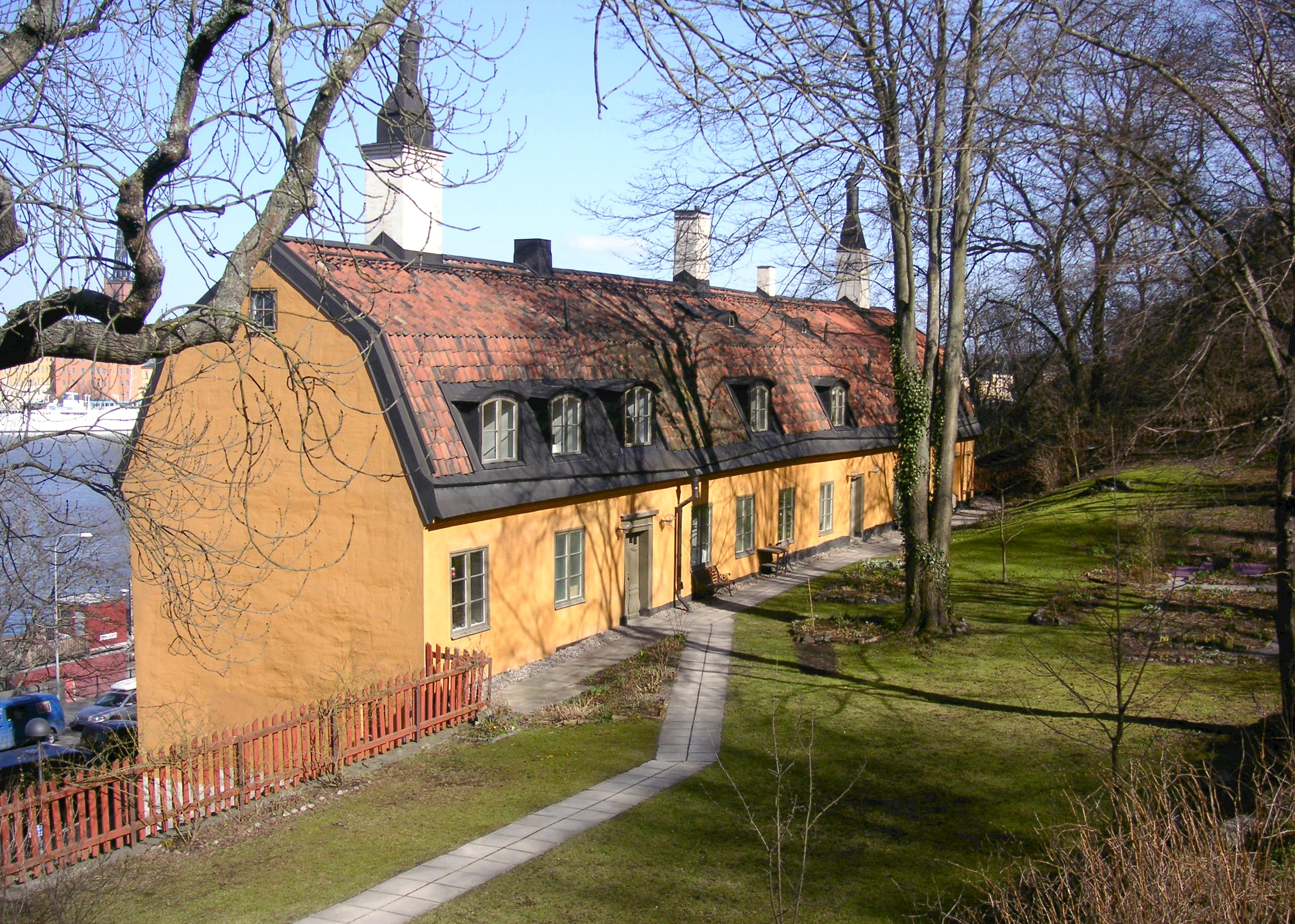
Öbergska gården del av f.d. Öbergska klädesfabriken, Torkel Knutssonsgatan 9–11.

Torkel Knutssonsgatan fick sitt namn vid stora namnrevisionen år 1885, då många av Stockholms gatunamn ändrades. Namnet är av kategorin  “fosterländska och historiska namn“. Torkel (Torgils) Knutsson var riksråd och marsk under Magnus Ladulås.
Tidigare namn var Stora Skinnarviksgatan medan förlängningen norrut ner till Söder Mälarstrand kom till mellan 1885 och 1889. Denna förlängning, även kallad “Uppfartsvägen”  består av en ungefär 200 meter lång uppfartsramp från Söder Mälarstrand och en omfattande bergsskärning genom Skinnarviksberget. Det var den första bekväma vägförbindelsen mellan Riddarfjärden och Södermalm.

## Öbergska gården
Bostadshuset Torkel Knutssonsgatan 9–11 (kvarteret Spännramen) är den Öbergska gården och är en av de större bevarade byggnaderna från 1700-talet på Södermalm. Huset är en del av den Öbergska klädesfabriken, som under 1800-talets första hälft var en av stadens större industriella anläggningar. Företaget grundades av Johan Öberg på 1780-talet och leddes efter hans död vidare av hans änka och sonen. Fastigheten är blåvärderad av Stadsmuseet i Stockholm vilket innebär att den har "synnerligen höga kulturhistoriska värden". Byggnaden ägs och förvaltas av kommunägda AB Stadsholmen.